# Сухаче
Суха́че (болг. Сухаче) — село в Плевенській області Болгарії. Входить до складу общини Червен-Бряг.

## Населення
За даними перепису населення 2011 року у селі проживали 684 особи, з них 624 особи (99,5%) — болгари.
Розподіл населення за віком у 2011 році:
Динаміка населення: